# Francesco Lando
Francesco Lando, o anche Landi (Venezia, 1350 circa – Roma, 26 dicembre 1427), fu patriarca e poi pseudocardinale nominato dall'antipapa Giovanni XXIII, ma poi confermato da papa Martino V.

## Biografia
Era figlio del patrizio veneto Pietro Lando, mentre il nome della madre resta sconosciuto.
Sul finire del 1367, in concomitanza con il ritorno di papa Urbano V dalla cattività avignonese, ottenne una lettera di raccomandazione del doge per una sua visita alla Curia romana. Qualche tempo dopo risultava in possesso di due canonicati nei capitoli rispettivamente di Corone e Modone, con i relativi vantaggi economici.
Si laureò in utroque iure. Nel 1408 papa Gregorio XII lo nominò Patriarca di Grado ed il 22 agosto 1409 fu trasferito nella sede di Costantinopoli.
Partecipò al Concilio di Pisa.
L'antipapa Giovanni XXIII lo nominò cardinale con il titolo di cardinale presbitero di Santa Croce in Gerusalemme.
Partecipò al Concilio di Costanza e alla elezione del 1417 di papa Martino V.
Nel luglio del 1419 venne eletto Camerlengo del Sacro Collegio e pochi giorni dopo fu nominato Camerlengo di Santa Romana Chiesa, cariche che tenne fino alla morte.
Nel dicembre del 1424 fu nominato cardinale vescovo di Sabina e Poggio Mirteto. A fine 1427, poco prima del suo decesso, fu nominato arciprete della Basilica di Santa Maria Maggiore, nella quale fu sepolto.